# 牛頓縣 (密西西比州)
牛頓縣（英語：Newton County）是美国密西西比州中部偏東的一個縣。面積1,501平方公里。根据2020年美國人口普查，共有人口21,291人。縣治第開特（Decatur）。該縣成立於1836年2月25日，縣名紀念紀念著名科學家伊薩克·牛頓 （Sir Issac Newton）。